# Leporillus apicalis
Leporillus apicalis — вимерлий вид гризунів із родини Muridae. Він мешкав у центральній Австралії, де будував гнізда з паличок, які накопичувалися роками й ставали дуже великими. Останнє підтверджене спостереження цього щура було в 1933 році, хоча є достовірний звіт про спостереження в 1970 році. У 2008 році Міжнародний союз охорони природи вніс його до списку «під загрозою зникнення», припускаючи, що він все ще може вижити у віддалених районах необстежена територія, але в 2016 році знову переглянула свою оцінку на «вимерлий».

## Морфологічна характеристика
Вид досягав довжини голови й тулуба від 170 до 200 мм, довжини хвоста від 220 до 240 мм, довжини задніх лап від 41 до 44 мм, довжини вух від 27 до 33 мм і ваги приблизно 150 грамів. Відмінною рисою був пучок білого волосся на кінчику хвоста. Колір хутра на спині був світло-сіро-коричневим, а на животі чисто білим.

## Поведінка
Це наземний, стадний і нічний вид. Він знаходив притулок групами в дуплах дерев або в гніздах. Харчувався стеблами трави, листям і насінням.